# Hsiao Mei-yu
Hsiao Mei-yu (* 7. Januar 1985 in Taichung) ist eine taiwanische Radsportlerin, die auf Bahn und Straße aktiv war. Sie wurde viel Mal Asienmeisterin im Straßenrennen und siegte Mal bei Asienspielen.

## Sportliche Laufbahn
Seit 2006 ist Hsiao Mei-yu auf internationalem Niveau im Leistungsradsport aktiv. Sie ist sowohl in Kurzzeit- wie in Ausdauerdisziplinen auf der Bahn sowie auf der Straße erfolgreich. 2010 siegte sie im Straßenrennen der Asienspiele. Viermal in Folge – 2011, 2012, 2013 und 2014 – wurde sie Asienmeisterin im Straßenrennen. 2014 entschied sie bei den Asienspielen zudem das Omnium auf der Bahn für sich.
Hsiao Mei-yu nahm an den Olympischen Spielen 2012 und 2016 in teil und wurde jeweils 17. im Omnium. Im Straßenrennen wurde sie 2012 wegen Zeitüberschreitung nicht klassiert.

## Erfolge

### Bahn
2006
- Asienspiele – 500-Meter-Zeitfahren

2009
- Asienmeisterschaft – Teamsprint (mit Huang Ting-ying)

2010
- Asienmeisterschaft – Teamsprint (mit Huang Ting-ying)
- Asienspiele – 500-Meter-Zeitfahren

2012
- Asienmeisterschaft – Mannschaftsverfolgung (mit Huang Ho-sun und Tseng Hsiao Chia)

2014
- Asienspielesiegerin – Omnium[1]
- Asienspiele – Mannschaftsverfolgung (mit Huang Ting-ying, Tseng Hsiao-chia und I Fang-ju), Teamsprint (mit Huang Ting-ying)

2016
- Asienmeisterschaft – 500-Meter-Zeitfahren

### Straße
2009
- Asienmeisterschaft – Straßenrennen

2010
- Asienspielesieger – Straßenrennen
- Asienmeisterschaft – Straßenrennen

2011
- Asienmeisterin – Straßenrennen

2012
- Asienmeisterin – Straßenrennen
- eine Etappe Vuelta Ciclista Femenina a el Salvador

2013
- Asienmeisterin – Straßenrennen
- Ostasienspiele – Straßenrennen
- eine Etappe Tour of Thailand

2014
- Asienmeisterin – Straßenrennen
- Asienspiele – Straßenrennen

2015
- Asienmeisterschaft – Straßenrennen

## Teams
- 2012 Axman Team Taiwan